# Combarro
Combarro o San Roque de Combarro (5, 53 km²; 1.800 ab. ca.) è un villaggio di pescatori spagnolo delle Rías Baixas (in castigliano: Rías Bajas), nella costa sud-occidentale della Galizia (Spagna nord-occidentale).

Dal punto di vista amministrativo, la località è un ex-comune e, dagli inizi del XX secolo, una frazione o – più propriamente – parrocchia civile del comune (concello) di Poio (in castigliano: Poyo), comune della Provincia di Pontevedra.
La località è famosa per i numerosi crucero (antichi crocifissi in pietra) e hórreo, gli antichi granai in pietra o in legno tipici del nord-ovest della Spagna (Galizia e Asturie) e corrispondenti agli espigueiro del Portogallo settentrionale.

Anche per questi motivi, è stato dichiarata nel 1972 “Complesso di Interesse Artistico e Pittoresco”.

## Geografia fisica

### Collocazione
Combarro si trova tra Sanxenxo/Sangenjo (situata qualche km ad ovest di Combarro) e Pontevedra, capoluogo dell'omonima provincia, da cui dista circa 7 km.

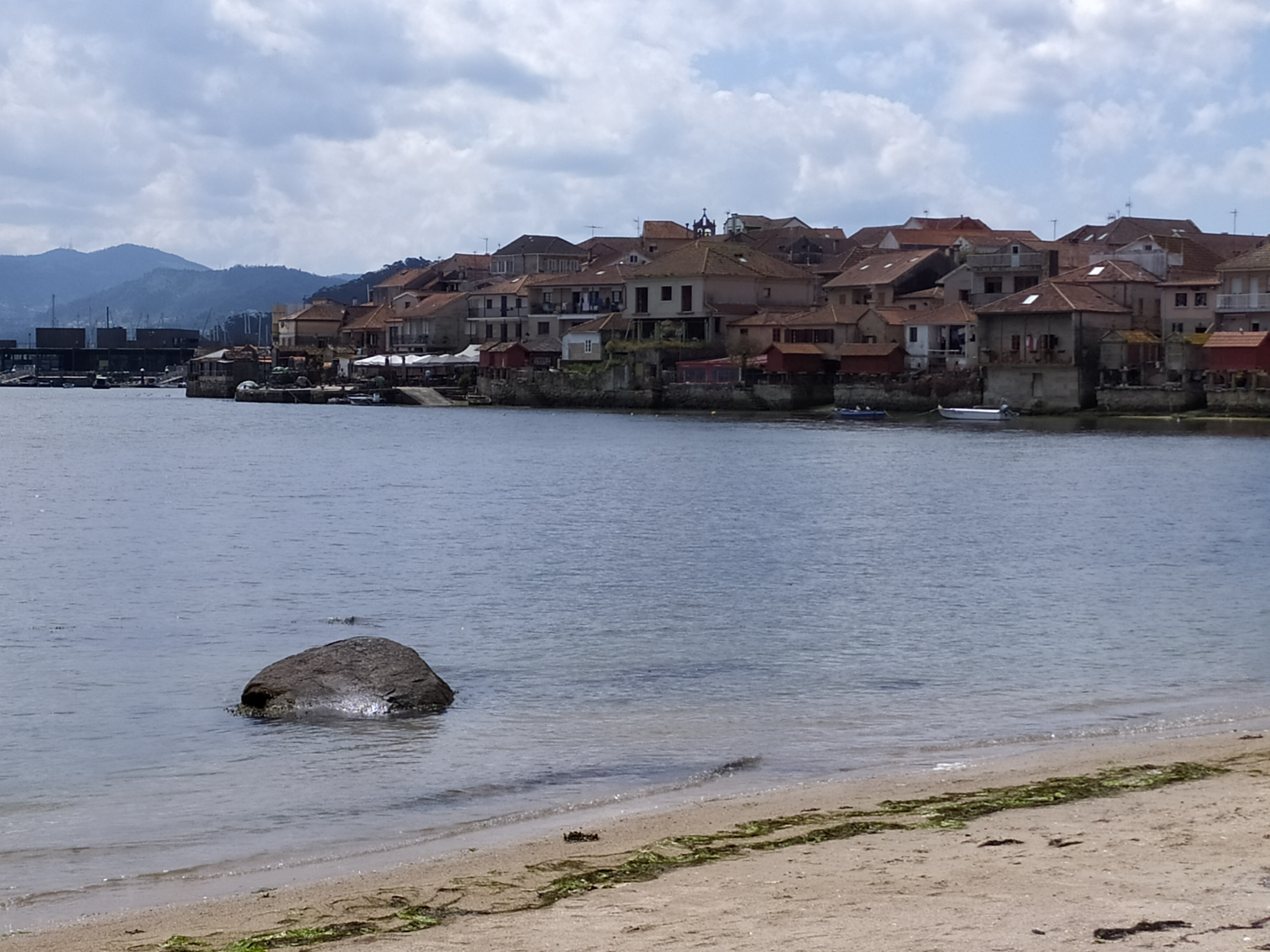
Panorama di Combarro

### Centri abitati
- Combarro
- Armada
- Cidras
- Chancelas
- Xuviño

### Popolazione
La parrocchia civile di Combarro contava 1.567 abitanti nel 1999 e 1.668 nel 2004, mentre nel 2008 ha registrato una popolazione di 1.786 abitanti (ripartita quasi equamente fra donne e uomini, rispettivamente: 894 e 892).

## Monumenti e luoghi d'interesse

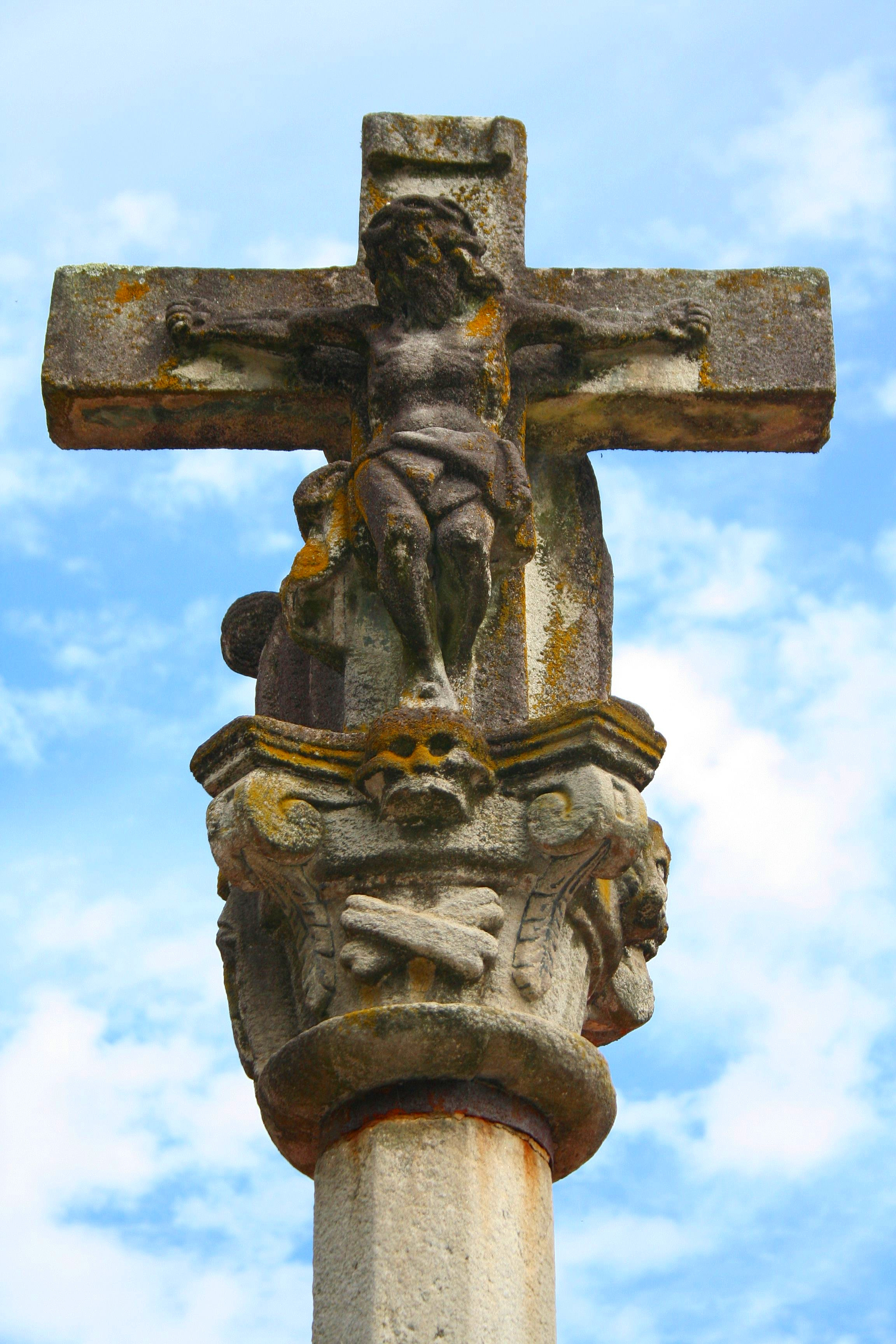
Crucero a Combarro

- Gli  hórreo  in riva al mare
- I numerosi cruceros
- La Chiesa di San Bernardo
- La Capela da Renda

## Feste ed eventi
- Dal 2001, si tiene ogni anno, il 24 agosto, la "Festa del mare" (Festa do Mar).